# James S. Jackson
James Sidney Jackson (* 30. Juli 1944 in Detroit; † 1. September 2020 in Ann Arbor) war ein US-amerikanischer Sozialpsychologe und Professor an der University of Michigan. Er wurde bekannt „für seine Forschung über Rasse und ethnische Zugehörigkeit, über Rassismus sowie über Gesundheit und Altern unter Afroamerikanern.“ 1971 wurde Jackson als erstem Afroamerikaner eine Vollzeitstelle als Mitglied der Fakultät für Psychologie an der University of Michigan zuerkannt.
In einem Nachruf in der Fachzeitschrift Science hieß es: „Seine Studien über schwarze Lebensgemeinschaften [Black communities] haben eine Fülle von Einsichten in Familienstrukturen, Bildung, Gesundheit, Altern, Gewalt in der Gemeinschaft, religiöse und spirituelle Praktiken, Hilfsbereitschaft und Hilfe benötigende Situationen, Strafverfolgung und Polizeiarbeit sowie über Erfahrungen mit Rassismus erbracht.“

## Leben
James S. Jackson wuchs in Inkster, 20 Kilometer westlich von Detroit, auf und war der Erste seiner Familie, der ein College besuchte. Im Fach Psychologie erwarb er 1966 den Bachelor-Grad an der Michigan State University und 1970 den Magister-Grad an der University of Toledo. 1972 folgte an der Wayne State University der Doktor-Grad im Fach Sozialpsychologie. Bereits im Jahr zuvor wurde er auf eine Stelle als Assistant Professor an die University of Michigan berufen, wo er seine gesamte folgende Laufbahn verbrachte, von 1986 bis 2019 als ordentlicher Professor für Psychologie, ab 2011 zudem als Professor für Afro-American und African Studies sowie von 2005 bis 2015 als Direktor des Institute for Social Research.
1979 initiierte er das sozialpsychologische Program for Research on Black Americans (PRBA) zur Erforschung der Lebensumstände der African Americans, aus dem im folgenden Jahr die National Survey of Black Americans (NSBA) hervorging. Erhoben wurde zunächst bis 1980 und danach wiederholt in den folgenden Jahren das seinerzeit umfassendste Datenmaterial über die Lebensumstände und die Kultur der Afroamerikaner in den USA, was wiederum zahlreiche eigene Nachfolgeprojekte und Forschungsvorhaben andernorts anstieß. Hierzu gehörte u. a. die von ihm angeregte National Survey of American Life (NSAL). Der wesentliche Unterschied seiner Vorgehensweise im Vergleich mit früheren sozialpsychologischen Studien war, dass diese die Lebensumstände der Afroamerikaner jeweils mit denen der weißen US-Bürger als dem angeblichen Goldstandard in Beziehung setzten, während Jackson die Lebenserfahrung der Afroamerikaner für wertvoll genug hielt, um eigenständig analysiert zu werden. 2014 sagte er im Verlauf einer Fachtagung: „Das war nicht nur einzigartig und neu, es war ketzerisch.“
James S. Jackson starb im September 2020 im Alter von 76 Jahren in seinem Haus in Ann Arbor an Bauchspeicheldrüsenkrebs. Er hinterließ seine 1979 geheiratete Ehefrau, Toni C. Antonucci, ebenfalls Psychologie-Professorin an der University of Michigan, und zwei Töchter.

## Ehrungen
1972/73 war James S. Jackson Präsident der 1968 gegründeten Association of Black Psychologists.
In den folgenden Jahren erhielt er zahlreiche Ehrungen durch wissenschaftliche Fachgesellschaften und war Mitglied der American Association for the Advancement of Science, der American Academy of Arts and Sciences und der American Academy of Political and Social Science.
2014 wurde Jackson von US-Präsident Barack Obama ins National Science Board, das Aufsichtsgremium der National Science Foundation, berufen.
Nachdem Jackson im Jahr 2015 seine Amtszeit als Direktor des Institute for Social Research beendet hatte, wurde ihm zu Ehren von diesem Institut der James S. Jackson Emerging Scholars Fund eingerichtet, durch dessen Gelder künftige Sozialpsychologen während ihres Studiums unterstützt werden sollen.
Ende 2021 wurde ihm posthum der Kurt Lewin Award der Society for the Psychological Study of Social Issues (SPSSI) zuerkannt.

## Schriften (Auswahl)
Eine umfassende Liste der Publikationen befindet sich im offiziellen Lebenslauf auf dem Server der University of Michigan.
- mit Gerald Gurin: National survey of Black Americans, 1979–1980. Inter-University Consortium for Political and Social Research, An Arbor 1987, doi:10.3886/ICPSR08512.v1.
- als Herausgeber: Life in Black America. SAGE Publications, 1991, ISBN 978-0-803-93538-9.
- mit Marita R. Inglehart: Reverberation Theory: Stress and Racism in Hierarchically Structured Communities. In: Stevan E. Hobfoll und Marten W. de Vries (Hrsg.): Extreme Stress and Communities: Impact and Intervention. NATO ASI Series (Series D: Behavioural and Social Sciences), Band 80, S. 353–373. Springer, Dordrecht 1995, ISBN 978-90-481-4548-5.
- mit David R. Williams und Harold W. Neighbors: Racial/Ethnic Discrimination and Health: Findings From Community Studies. In: American Journal of Public Health. Band 93, Nr. 2, 2003, S. 200–2008, doi:10.2105/AJPH.93.2.200.
- mit diversen anderen: The National Survey of American Life: a study of racial, ethnic and cultural influences on mental disorders and mental health. In: International Journal of Methods in Psychiatric Research. Band 13, Nr. 4, 2004, S. 196–207, doi:10.1002/mpr.177.
- mit Cleopatra Howard Caldwell und Sherrill L. Seller (Hrsg.): Researching Black Communities. A Methodological Guide. The University of Michigan Press, An Arbor 2012, ISBN 978-0-472-11750-5.

## Belege
1. 1 2 3   James Sidney Jackson. July 30, 1944 – September 1, 2020. Auf: dignitymemorial.com, zuletzt eingesehen am 10. Dezember 2020.
2. ↑  James S. Jackson (1944–2020). Nachruf auf dem Webserver der Association for Psychological Science vom 30. September 2020.
3. 1 2   James S. Jackson: 2012 W.E.B. DuBois Fellow. Vermerk auf einer Webseite der American Academy of Political and Social Science aus dem Jahr 2012.
4. 1 2   Thomas A. Parham: James S. Jackson (1944–2020). In: Science. Band 370, Nr. 6518, 2020, S. 770, doi:10.1126/science.abf0706.
5. ↑  Curriculum vitae: James S. Jackson. November 2018.
6. ↑  Program for Research on Black Americans (PRBA).
7. 1 2  James Jackson, Who Changed the Study of Black America, Dies at 76. (Memento vom 11. September 2020 im Internet Archive). Im Original publiziert auf nytimes.com vom 11. September 2020.
8. ↑  The Association of Black Psychologists: Our History. (Memento vom 7. September 2020 im Internet Archive)
9. ↑  James S. Jackson: Biography. Auf: nsf.gov, zuletzt eingesehen am 9. April 2022.
10. ↑  Dartmouth Mourns Trustee James Jackson. Auf: dartmouth.edu vom 3. September 2020.
11. ↑  APS Fellow James Jackson Appointed to National Science Board. Auf: psychologicalscience.org vom 19. Juni 2014 (mit Video).
12. ↑  James S. Jackson Emerging Scholars Fund. (Memento vom 15. Juni 2019 im Internet Archive). Im Original publiziert auf isr.umich.edu.
 PRBA celebrates 40th anniversary, announces new scholarship. Auf: isr.umich.edu vom 16. November 2016.
13. ↑  James S. Jackson Posthumously Wins SPSSI Kurt Lewin Award. Auf: isr.umich.edu vom 9. Dezember 2021.
14. ↑  Lebenslauf von James S. Jackson, Stand: November 2018, mit einem ausführlichen Literaturverzeichnis.

| Personendaten    | Personendaten                      |
| ---------------- | ---------------------------------- |
| NAME             | Jackson, James S.                  |
| ALTERNATIVNAMEN  | Jackson, James Sidney              |
| KURZBESCHREIBUNG | US-amerikanischer Sozialpsychologe |
| GEBURTSDATUM     | 30. Juli 1944                      |
| GEBURTSORT       | Detroit                            |
| STERBEDATUM      | 1. September 2020                  |
| STERBEORT        | Ann Arbor                          |